# Topix
Topix – drugi obok Nikkei 225 ważny indeks giełdowy spółek notowanych na Tokijskiej Giełdzie Papierów Wartościowych. Topix obrazuje wszystkie spółki notowane na rynku podstawowym (ok. 1645 przedsiębiorstw).
Indeks przechodzi obecnie transformację z systemu opartego na wycenie firmy w oparciu o ilość dostępnych akcji (tzw. float) na system wyceny oparty na liczbie akcji w wolnym obrocie (tzw. free float). Pomimo że jest to zmiana techniczna, będzie miała znaczny wpływ na wycenę wielu spółek, ponieważ wiele przedsiębiorstw w Japonii posiada znaczne ilości akcji swoich partnerów biznesowych w ramach zawiłych sojuszy. Takie akcje nie będą obecnie uwzględnianie w wycenie spółek na indeksie.